# Эскадренные миноносцы типа «Альседо»
Эска́дренные миноно́сцы ти́па «Алседо» — тип эскадренных миноносцев, состоявших на вооружении ВМС Испании в 1920-х—начале 1960-х годов. Принимали участие в Рифской войне и Гражданской войне в Испании — «Алседо» и «Ласага» на стороне республиканцев и «Веласко» — на стороне франкистов.
«Веласко» 19 сентября 1936 года потопил подводную лодку В-6, 9 января 1937 года захватил советский транспорт «Смидович». Всего же им захвачено не менее 5 транспортов и не менее 10 мелких рыбацких судов.

## Представители проекта
| Эсминец                     | Операторы   | Заложен    | Спущен на воду | Начало службы | Конец службы        |
| --------------------------- | ----------- | ---------- | -------------- | ------------- | ------------------- |
| «Алседо» («Alsedo»)         | ВМС Испании | 26.05.1920 | 21.10.1922     | 22.08.1924    | Исключен 24.05.1957 |
| «Веласко» («Velasko»)       | ВМС Испании | 6.07.1920  | 6.06.1923      | 22.12.1924    | Исключен 9.04.1957  |
| Хуан Ласага («Juan Lazaga») | ВМС Испании | 15.10.1920 | 6.03.1924      | 17.08.1925    | Исключен 20.02.1961 |